# ماريون دونز
ماريون دونز (بالإنجليزية: Marion Downs)‏ هي عالمة السمع ‏ أمريكية، ولدت في 26 يناير 1914 في نيو أولم في الولايات المتحدة، وتوفيت في 13 نوفمبر 2014.